# Cylindromyrmex whymperi
Cylindromyrmex whymperi é uma espécie de inseto do gênero Cylindromyrmex, pertencente à família Formicidae.